# スタジオ・イースター
有限会社スタジオ・イースターは、東京都新宿区に本社を置き、アニメーションの背景制作を手がける日本の企業。

## 概要
竜の子プロダクション（現: タツノコプロ）出身のアニメーション美術監督、東潤一が1985年に設立した背景美術制作会社。韓国に支社「KOREA EASTER STUDIO」を置いている。主に、アニメーションの美術背景制作およびデジタルペイント（仕上げ）、撮影を行っている他、3DCGによるアニメーション制作も手がけている。
主にトムス・エンタテインメント、P.A.WORKS、動画工房作品を中心に背景を手がけている。
また、制作チームそれぞれに「さくら組」「やつ組」「紅葉組」などの名称をつけ、参加作品のクレジットに特定の美術監督の名前を出さず、そのチーム名を出していたことがある。

## 労働争議
2012年2月、社員3人が未払い残業代やパワーハラスメントに対する慰謝料の支払いを求め、同社を訴えた。訴状内容は長時間のサービス残業やパワハラ、退職強要、最低賃金を下回る給与（2009年12月入社直後の研修中の給料は東京都の最低賃金額の時給821円を大幅に下回る250円）等の労働法違反。2014年5月30日、東京地方裁判所において和解が成立。終結した。

## 主な参加作品

### テレビアニメ
1980年代
- 機動戦士Ζガンダム（1985年 - 1986年）
- 機動戦士ガンダムΖΖ（1986年 - 1987年）
- シティーハンター（1987年 - 1988年）

1990年代
- 機動武闘伝Gガンダム（1994年 - 1995年）
- カウボーイビバップ （1998年）
- それゆけ!宇宙戦艦ヤマモト・ヨーコ（1999年）
- へっぽこ実験アニメーション エクセル・サーガ（1999年 - 2000年）

2001年
- The Soul Taker 〜魂狩〜
- 超GALS!寿蘭（2001年 - 2002年）
- PROJECT ARMS（2001年 - 2002年）

2002年
- 天使な小生意気（2002年 - 2003年）
- 藍より青し
- ラーゼフォン
- 最終兵器彼女

2003年
- ガンパレード・マーチ 〜新たなる行軍歌〜
- ストラトス・フォー
- GAD GUARD
- 真月譚 月姫
- 高橋留美子劇場
- 高橋留美子劇場 人魚の森

2004年
- 美鳥の日々
- KURAU Phantom Memory
- 名探偵コナン（2004年 - 2021年）
- げんしけん
- うた∽かた
- 舞-HiME（2004年 - 2005年）

2005年
- まほらば〜Heartful days
- 英國戀物語エマシリーズ
  - 英國戀物語エマ
  - 英國戀物語エマ 第二幕（2007年）

- SPEED GRAPHER
- スターシップ・オペレーターズ
- トリニティ・ブラッド
- 格闘美神 武龍（2005年 - 2006年）
- ToHeart2
- 舞-乙HiME（2005年 - 2006年）
- 灼眼のシャナ（2005年 - 2006年）
- BLOOD+ （2005年 - 2006年）
- まじめにふまじめ かいけつゾロリ（2005年 - 2007年）

2006年
- よみがえる空 -RESCUE WINGS-
- 格闘美神 武龍 REBIRTH
- 魔界戦記ディスガイア
- ウィッチブレイド
- ふしぎ星の☆ふたご姫 Gyu!（2006年 - 2007年）
- コヨーテ ラグタイムショー
- N・H・Kにようこそ!
- 幕末機関説 いろはにほへと
- 奏光のストレイン
- ケモノヅメ
- くじびき♥アンバランス
- ゴーストハント（2006年 - 2007年）
- RED GARDEN（2006年 - 2007年）
- D.Gray-man（2006年 - ）
- TOKYO TRIBE2（2006年 - 2007年）

2007年
- がくえんゆーとぴあ まなびストレート!
- アイドルマスター XENOGLOSSIA
- ロビーとケロビー
- 神曲奏界ポリフォニカ
- げんしけん2
- 風のスティグマ
- 大江戸ロケット
- ながされて藍蘭島
- ロミオ×ジュリエット
- BLUE DRAGON
- ナイトウィザード The ANIMATION
- ドラゴノーツ -ザ・レゾナンス-
- Myself ; Yourself
- レンタルマギカ （仕上）

2008年
- ロザリオとバンパイア（デジタルペイント）
- みなみけシリーズ
  - みなみけ〜おかわり〜
  - みなみけ おかえり（2009年）
  - みなみけ ただいま（2013年）

- ARIA The ORIGINATION
- マクロスF （仕上）
- BLASSREITER
- ドルアーガの塔 〜the Aegis of URUK〜
- イタズラなKiss
- ゴルゴ13
- セキレイシリーズ
  - セキレイ
  - セキレイ〜Pure Engagement〜（2010年）

- 恋姫†無双シリーズ
  - 恋姫†無双
  - 真・恋姫†無双 （2009年）
  - 真・恋姫†無双 〜乙女大乱〜（2010年）

- 屍姫シリーズ
  - 屍姫 赫
  - 屍姫 玄 （2009年）

2009年
- 宇宙をかける少女
- 咲-Saki-シリーズ
  - 咲-Saki-
  - 咲-Saki- 阿知賀編 episode of side-A（2012年）

- うみねこのなく頃に
- 生徒会の一存
- 11eyes

2010年
- 聖痕のクェイサーシリーズ
  - 聖痕のクェイサー
  - 聖痕のクェイサーII（2011年）

- はなまる幼稚園
- おおかみかくし
- ソ・ラ・ノ・ヲ・ト
- 薄桜鬼シリーズ
  - 薄桜鬼
  - 薄桜鬼 碧血録
  - 薄桜鬼 黎明録（2012年）

- GIANT KILLING
- ぬらりひょんの孫シリーズ
  - ぬらりひょんの孫
  - ぬらりひょんの孫 〜千年魔京〜（2011年）

- ストライクウィッチーズ2
- 俺の妹がこんなに可愛いわけがない
- 百花繚乱 サムライガールズ
- FORTUNE ARTERIAL 赤い約束

2011年
- お兄ちゃんのことなんかぜんぜん好きじゃないんだからねっ!!
- これはゾンビですか?シリーズ
  - これはゾンビですか?
  - これはゾンビですか? オブ・ザ・デッド （2012年）

- べるぜバブ
- フラクタル
- 放浪息子
- TIGER & BUNNY
- 花咲くいろは
- STEINS;GATE
- Aチャンネル
- 世界一初恋シリーズ
  - 世界一初恋
  - 世界一初恋2

- THE IDOLM@STER
- まよチキ!
- Fate/Zeroシリーズ
  - Fate/Zero
  - Fate/Zero 2ndシーズン（2012年）

- 境界線上のホライゾン
- 僕は友達が少ない
- 未来日記
- ラストエグザイル-銀翼のファム-

2012年
- BRAVE10
- Another
- 緋色の欠片
- めだかボックス
- アクセル・ワールド
- シャイニング・ハーツ 〜幸せのパン〜
- 銀河へキックオフ!!
- キングダム
- TARI TARI
- トータル・イクリプス
- えびてん 公立海老栖川高校天悶部
- 好きっていいなよ。
- PSYCHO-PASS サイコパス

2013年
- ラブライブ!シリーズ
  - ラブライブ!
  - ラブライブ!2 （2014年）

- ヤマノススメ
- キューティクル探偵因幡
- 八犬伝―東方八犬異聞―シリーズ
  - 八犬伝―東方八犬異聞―
  - 八犬伝―東方八犬異聞―2

- RDG レッドデータガール
- 百花繚乱 サムライブライド
- ガラスの仮面ですが
- キングダム
- ステラ女学院高等科C3部
- 神さまのいない日曜日
- ポケットモンスター THE ORIGIN
- 東京レイヴンズ
- 凪のあすから（2013年 - 2014年）

2014年
- ノラガミ
- バディ・コンプレックス
- キャプテン・アース
- グラスリップ
- PSYCHO-PASS サイコパス 2

2015年
- アイドルマスター シンデレラガールズシリーズ
  - アイドルマスター シンデレラガールズ 1stシーズン
  - アイドルマスター シンデレラガールズ 2ndシーズン

- 血界戦線
- 山賊ダイアリー
- 赤髪の白雪姫シリーズ
  - 赤髪の白雪姫
  - 赤髪の白雪姫2（2016年）

- 森のおんがくだん

### 劇場アニメ
- デジモンアドベンチャー02（2000年）
- エスカフローネ（2000年）
- 機動戦士Ζガンダム A New Translation -星を継ぐ者-（2005年）
- まじめにふまじめ かいけつゾロリ なぞのお宝大さくせん（2006年）
- ブレイブ ストーリー（2006年）
- 劇場版 灼眼のシャナ（2007年）
- 空の境界（2007年 - ）
- 10thアニバーサリー 劇場版 遊☆戯☆王 〜超融合!時空を越えた絆〜（2010年）
- 劇場版 STEINS;GATE 負荷領域のデジャヴ（2013年）
- ガラスの仮面ですが THE MOVIE 女スパイの恋! 紫のバラは危険な香り!?（2013年）
- 言の葉の庭（2013年）
- 劇場版 PSYCHO-PASS サイコパス（2015年）

### OVA
- レイアース（1997年）
- てなもんやボイジャーズ（1999年）
- コゼットの肖像（2004年）
- デトロイト・メタル・シティ（2008年）
- こえでおしごと!（2010年）

### Webアニメ
- ホロライブ・オルタナティブ（2022年）

## その他
- 『タモリ倶楽部』2021年12月11日放映の「アニメ業界の秘められたプロフェッショナル『背景さん』心の叫び!」において、前田有紀が他社の2人とともに出演した。